# Scherzerklärung
Eine Scherzerklärung (guter Scherz, auch: Scherzgeschäft) ist eine Willenserklärung, die in der Erwartung abgegeben wird, der Mangel der Ernstlichkeit werde nicht verkannt werden. Eine solche Willenserklärung ist nach deutschem Zivilrecht gemäß § 118 BGB nichtig.
Ruft also in einem bekannten Beispielsfall der Gast „Lokalrunde, für alle!“ in der Erwartung, der Gastwirt werde erkennen, dass das nicht ernst gemeint war, so kommt kein Vertrag mit dem Gastwirt zustande. Allerdings hat der Erklärende gemäß § 122 BGB den Vertrauensschaden zu ersetzen, den der Gastwirt dadurch erleidet, dass er auf die Gültigkeit der Erklärung vertraut. Das könnte beispielsweise der Einkaufspreis des Biers oder der durch den Ausfall der Bestellungen anderer Gäste entgangene Gewinn sein. Diese Schadensersatzverpflichtung tritt nur dann nicht ein, wenn der Geschädigte den Grund der Nichtigkeit kannte oder infolge von Fahrlässigkeit nicht kannte (kennen musste).
Sobald der Erklärende erkennt, dass der Erklärungsempfänger die Scherzerklärung als ernst aufgefasst hat, ist er nach Treu und Glauben zur Aufklärung verpflichtet. Anderenfalls ist die Willenserklärung als wirksam anzusehen, und der Erklärende ist daran gebunden.
Ist der Erklärende davon ausgegangen, dass der Empfänger seine Willenserklärung ernst nimmt, handelt es sich um einen bösen Scherz, der als geheimer Vorbehalt behandelt wird.
Manche sehen in der Regelung der Scherzerklärung in § 118 BGB eine verallgemeinerbare Vorschrift über die Behandlung von Willenserklärungen, die ohne Erklärungsbewusstsein abgegeben wurden.
Siehe auch: Spaßbieter